# Cikidang (Cilongok)
Cikidang is een bestuurslaag in het regentschap Banyumas van de provincie Midden-Java, Indonesië. Cikidang telt 2824 inwoners (volkstelling 2010).